# Undulator (Synchrotron)
Undulatoren (englisch: to undulate = sich schlängeln, wellenförmig bewegen) und Wiggler (to wiggle = wackeln) sind technische Geräte zur Erzeugung von Synchrotronstrahlung. Sie werden unter dem Oberbegriff Insertion devices in Hochenergie-Elektronenbeschleunigern eingesetzt.

## Funktionsweise, Bau

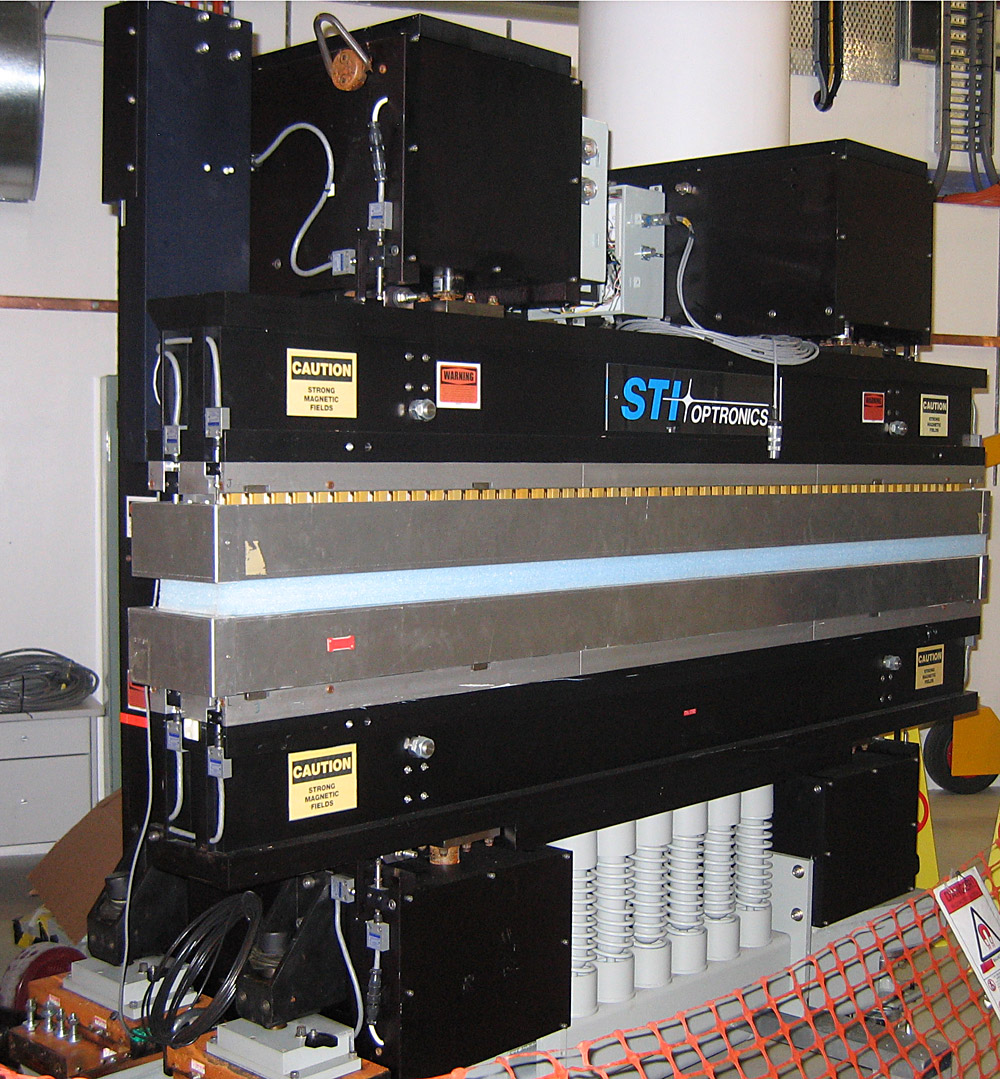
Undulator

Der Wiggler und der Undulator sind Reihen von Magneten, die in abwechselnder Nord-Süd-Ausrichtung hintereinander stehen. Durch die spezielle Magnetanordnung wird ein hindurchfliegendes geladenes Teilchen auf eine schlangenähnliche, meist sinusförmige Bahn gezwungen. Wird ein elektrisch geladenes Teilchen durch ein Magnetfeld abgelenkt, so bedeutet dies physikalisch, dass es eine Beschleunigung quer zur Flugrichtung erfährt. Ein mit annähernd Lichtgeschwindigkeit bewegtes Teilchen – in der Praxis ein Elektron – gibt dabei elektromagnetische Strahlung ab, die Synchrotronstrahlung.
Die Eigenschaften der Strahlung hängen stark von der Länge der einzelnen Magnete, ihrer Anzahl, der Stärke des Magnetfeldes und der Geschwindigkeit, Ladung und Masse des Teilchens ab.
Es gibt eine Reihe unterschiedlicher Bauarten für Wiggler und Undulatoren:
- Elektromagnetische Bauweise, bei der entweder ein gemeinsames Eisenjoch von verschiedenen normalleitenden Spulen umschlossen wird (magnetische Flussdichte B = 2 Tesla (T)) oder supraleitende Stromspulen schalenförmig angeordnet werden (B > 2 T bis etwa 12 T), so dass sie das alternierende Dipolfeld bilden;
- Permanentmagnete (B = 0,8–1,0 T);
- Hybrid-Magnete. Hier werden die Magnetfelder mehrerer Permanentmagnete durch ein metallisches Joch geführt; man erreicht dadurch eine höhere Flussdichte als mit Permanentmagneten allein. (B>2 T)

## Unterschied zwischen Wiggler und Undulator

Schemaskizze eines Undulators

Wiggler unterscheiden sich von Undulatoren durch die Art der abgegebenen Synchrotronstrahlung: ein Wiggler erzeugt ein kontinuierliches Spektrum, ein Undulator ein Linienspektrum.
Dies wird durch unterschiedliche Bauart erreicht. Im Wiggler werden die Teilchen sehr stark ausgelenkt, um hohe Photonenenergie zu erreichen. Hierzu werden stärkere Magneten verwendet als in Undulatoren; die Magnete beim Wiggler sind typischerweise als Halbach-Array angeordnet. Zudem ist die Periode {\displaystyle \lambda _{u}} der Magnetstruktur (siehe Schemaskizze) in Wigglern meist größer als in Undulatoren. Die erzeugten Strahlungskeulen haben aufgrund der hohen Auslenkung einen großen Winkel zur Achse des Wigglers und überlagern sich dadurch nicht. Als Folge können die verschiedenen Strahlungskeulen nicht miteinander interferieren und das Spektrum der erzeugten Strahlung ist relativ breit.
Beim Undulator ist die Elektronenbahn so gewählt, dass es zur Interferenz aller Strahlungskeulen kommt. Dies wird durch eine kleine Auslenkung der Elektronenbahn erreicht. Das führt zu kleinerer Photonenenergie, aber auch zu einem scharfen Spektrum und höherer Brillanz. Auch ist der Öffnungswinkel der erzeugten Strahlung kleiner.
Die Intensität der emittierten Strahlung im Zentrum des erzeugten Strahlungsbündels (also auf der optischen Achse) ist bei beiden Bauarten proportional zur Anzahl der Elektronen im emittierenden Elektronenpaket (Bunch). Zudem ist sie abhängig von der Anzahl der Auslenkperioden, wobei ein wesentlicher Unterschied zwischen Wiggler und Undulator besteht:
bei Wigglern ist die Intensität auf der optischen Achse proportional zur Anzahl der Auslenkperioden, bei Undulatoren dagegen zum Quadrat dieser Anzahl.
Den Übergang vom Undulator zum Wiggler beschreibt der dimensionslose Undulatorparameter:
{\displaystyle K={\frac {eB\lambda _{u}}{2\pi mc}}\,{\text{,}}}
hierbei ist e die Elementarladung, B die Magnetfeldstärke, {\displaystyle \lambda _{u}} die Undulatorperiode, m die Elektronenmasse und c die Lichtgeschwindigkeit. Die Undulatorperiode ist die Strecke, nach der das Magnetfeld wieder seinen ursprünglichen Wert annimmt. K beschreibt die Stärke der Auslenkung der Elektronen.
- Ist {\displaystyle K>1} spricht man von einem Wiggler. Die Auslenkung der Elektronen ist relativ groß und die Lichtkegel überlagern sich nicht konstruktiv. (Die Intensität ist nur proportional zur Anzahl der Undulatorperioden: {\displaystyle I\propto N}) Die Folge ist, dass ein relativ breites Spektrum entsteht.
- Gilt {\displaystyle K\leq 1}, dann ist die Auslenkung klein, die erzeugten Lichtkegel überlagern sich konstruktiv und man spricht von einem Undulator. (Die Intensität ist dann proportional zum Quadrat der Anzahl der Undulatorperioden: {\displaystyle I\propto N^{2}})

Die Wellenlänge der emittierten Strahlung lässt sich mit der sogenannten Undulatorgleichung berechnen:
{\displaystyle \lambda ={\frac {\lambda _{u}}{2\gamma ^{2}}}\left(1+{\frac {K^{2}}{2}}+(\theta \gamma )^{2}\right),}
hierbei ist {\displaystyle \gamma ={\frac {1}{\sqrt {1-\beta ^{2}}}}} der Lorentzfaktor, {\displaystyle \lambda _{u}} die Undulatorperiode, K der oben beschriebene Undulatorparameter und {\displaystyle \theta } der vom Zentrum der abgestrahlten Keule gemessene Winkel.
Die Gleichung gilt trotz ihres Namens sowohl für den Wiggler als auch den Undulator; K legt fest um welches von beiden es sich handelt.
- Der vorangestellte Ausdruck {\displaystyle {\frac {\lambda _{u}}{2\gamma ^{2}}}} zeigt, dass die kurzwellige Strahlung durch eine Lorentzkontraktion und den Dopplereffekt (deshalb {\displaystyle \gamma ^{2}}) der Undulatorperioden entsteht.
- An {\displaystyle \theta } erkennt man, dass die emittierte Strahlung im Zentrum die kürzeste Wellenlänge hat und diese nach außen hin zunimmt.

Um in einem Undulator die gleiche Photonenenergie zu erzeugen wie in einem Wiggler, müssen die Elektronenpakete auf eine höhere Energie beschleunigt werden. Man nimmt diesen Mehraufwand in Kauf, da die emittierte Strahlung eine wesentlich höhere Brillanz und ein schmaleres Spektrum aufweist. In modernen Synchrotronstrahlungsquellen der dritten und vierten Generation kommen nur Undulatoren zum Einsatz.
Die Länge eines Undulators beträgt in der Regel wenige Meter. Dehnt man die Länge auf mehrere 10 Meter oder gar mehrere 100 Meter aus, so kann die entstehende Strahlung auf der nun längeren Strecke mit dem Elektronenpaket wechselwirken und man erreicht auf diese Weise eine besondere Mikrostrukturierung im Paket. Ist dies der Fall, so spricht man von einem Freie-Elektronen-Laser. Die Intensität eines FEL ist also nicht nur proportional zum Quadrat der Anzahl der Undulatorperioden ({\displaystyle \propto N^{2}}), sondern zusätzlich auch proportional zum Quadrat der Anzahl der im Paket enthaltenen Elektronen ({\displaystyle \propto n^{2}}). Dadurch steigt die Brillanz und die Intensität wesentlich.